# 1980 w informatyce
Kalendarium informatyczne 1980 roku
- 19 maja – Apple zaprezentowało komputer Apple III[1].
- W Santa Cruz Operation (SCO) na licencji od AT&T i na zamówienie firmy Microsoft powstaje Xenix, pierwszy Unix dla PC[2].
- Skonstruowano pierwszy mikroprocesor 32-bitowy[3].
- IBM rozpoczęło produkcję komputerów IBM PC[4].
- Ukazał się komputer domowy ZX80 firmy Sinclair Research Ltd.[5].
- Firma Commodore International wprowadziła do sprzedaży mikrokomputer VIC-20[5].